# 小卡哈爾體RNA
小卡哈爾體RNA（Small Cajal body-specific RNA，簡稱scaRNA）是動物細胞核卡哈爾體中的一類H/ACA匣（H/ACA box）snoRNA，卡哈爾體為細胞組裝核小核糖核蛋白（snRNP）的位置。ScaRNA可在卡哈爾體中參與U1剪接體RNA、U2剪接體RNA、U4剪接體RNA、U5剪接體RNA和U12次要剪接體RNA等剪接體RNA的甲基化（2'-O-甲基化）與假尿苷化修飾，另外果蠅的scaRNA還參與28S rRNA的修飾。最早被發現的小卡哈爾體為U85 RNA，於2011年在人類細胞中發現。
多數snoRNA與scaRNA均位於內含子中，隨其他基因一起轉錄，但有少數scaRNA為RNA聚合酶II獨立轉錄，此類scaRNA中有數個還可被DGCR8和Drosha切割成更小的RNA碎片，這些碎片於核仁中可與其他蛋白組成RNP，可影響snoRNA對rRNA的修飾。